# Franck Bonnamour
Pour les articles homonymes, voir Bonnamour.
Franck Bonnamour, né le 20 juin 1995 à Lannion, est un coureur cycliste français, champion d'Europe sur route juniors en 2013.

## Biographie

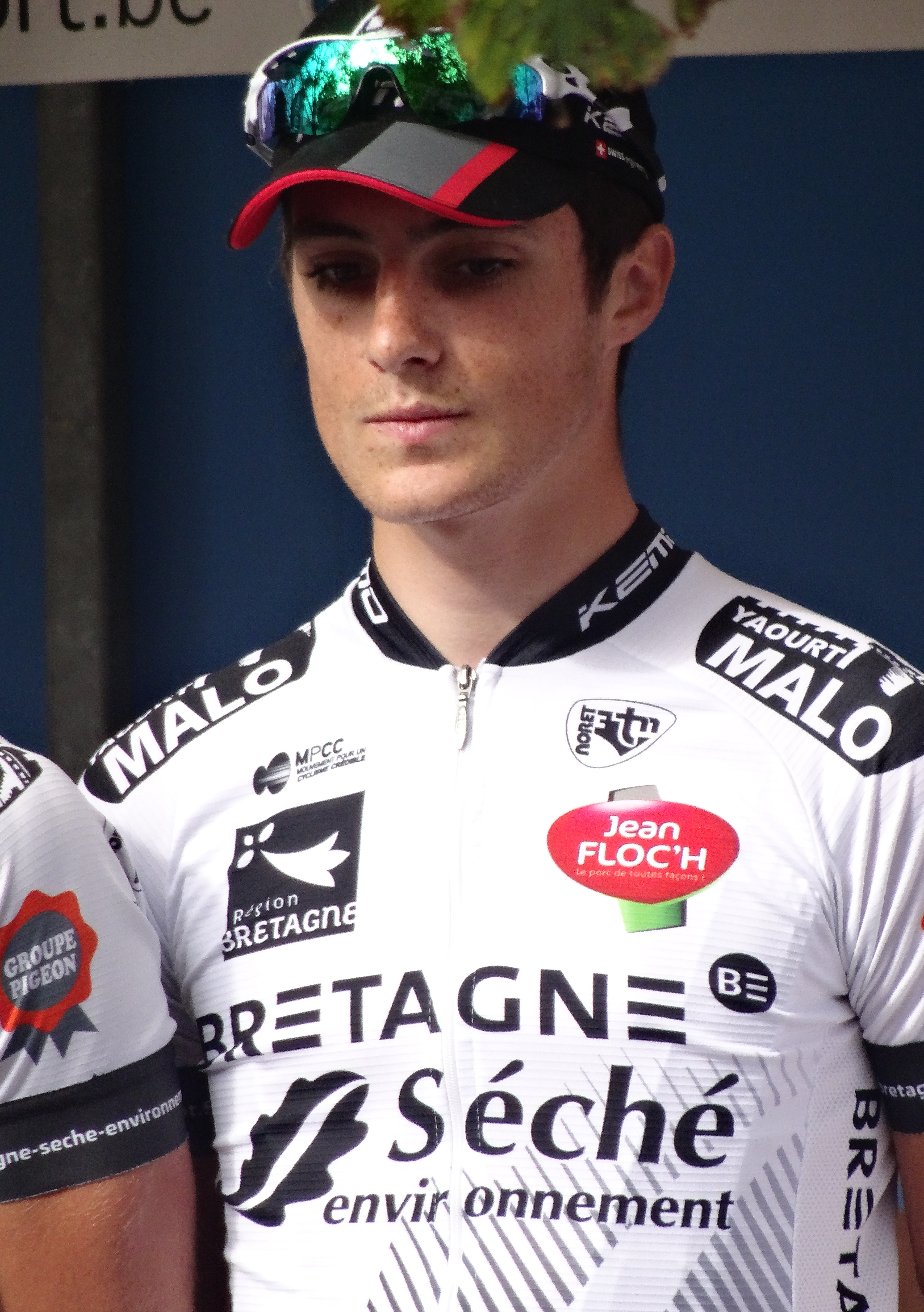
Franck Bonnamour lors du départ de la 1re étape de l'Eurométropole Tour 2014 à La Louvière.

Franck Bonnamour naît le 20 juin 1995 à Lannion. Son père, Yves, a été coureur cycliste professionnel. Sa mère, Christine Gourmelon a été championne de France sur route espoir en 1981. Il est le cousin de Romain Le Roux.

### Carrière amateure
Il devient en 2011 champion de Bretagne sur route cadets. 
En 2012, il fait son entrée à Lannion Junior, remporte la première ètape de Liège-La Gleize, et termine deuxième du classement général. En 2013, il devient champion d'Europe sur route juniors. 
En 2014, il court sous les couleurs de Brest Iroise Cyclisme 2000, et remporte le Circuit d'Armorique. Il est stagiaire professionnel du 1er août 2014 jusqu'au terme de la saison au sein de l'équipe Bretagne-Séché Environnement. Il termine notamment 18e du Grand Prix de Wallonie. 
En 2015, il est toujours membre du BIC 2000 et remporte La Melrandaise, le Souvenir Louison-Bobet et le Grand Prix Gilbert Bousquet. Membre de l'équipe de France espoirs, il participe notamment au Triptyque des Monts et Châteaux, et au Tour des Flandres espoirs qu'il termine cinquième. Durant l'été, il prend la deuxième place du championnat de France espoirs, et est recruté à partir de 2016 par l'équipe Fortuneo-Vital Concept, nouveau nom de l'équipe Bretagne-Séché.

### Débuts professionnels
Pour ses débuts sous le maillot de l'équipe Fortuneo-Vital Concept, il termine à la 148e et dernière position du Tour de San Luis. Cantonné à un rôle d'équipier, il n'obtient aucun résultat significatif pendant cette saison. En 2017, échappé lors de la 2e étape du Tour du Haut-Var, il repart avec le maillot de meilleur grimpeur. En mai, il prend la 5e place lors de la 4e étape des Quatre Jours de Dunkerque. Il termine ensuite 10e du Grand Prix de Plumelec-Morbihan à 12 secondes du vainqueur Alexis Vuillermoz, puis 12e du Tour de Luxembourg.
Il se distingue en fin de saison 2018 avec deux 8e place lors de la Famenne Ardenne Classic et sur le Tour de Vendée. En mars 2019, il se classe 13e sur Paris-Troyes. Il termine également 11e du Tour de Norvège et 8e du Kreiz Breizh Elites. Mi-septembre, il monte sur son premier podium lors du Tour du Doubs, terminant deuxième derrière Stefan Küng. En 2020, il est 14e du Tour de Savoie Mont-Blanc et 15e du Tour de Wallonie.

### 2021: révélation sur le Tour de France
En mai 2021, il termine trois fois consécutivement dans le top 20 sur le Challenge de Majorque.
Sélectionné pour son premier Tour de France, il fait partie des coureurs échappés lors de la 1re étape entre Brest et Landerneau. Il se révèle sur la 7e étape, course-fleuve de 249 km menant au Creusot en terminant à la 6e place. De nouveau offensif lors de la principale étape alpestre entre Cluses et Tignes, il termine 5e et dernier rescapé de l'échappée, juste devant le maillot jaune Tadej Pogačar. Dans les Pyrénées, il est 9e à Andorre-la-Vieille et 5e le lendemain à Saint-Gaudens à 42 secondes du vainqueur Patrick Konrad. Il est élu par le jury super-combatif du Tour de France. Il termine son tour à la 22e place au classement général.
Bonnamour est ensuite deuxième du Tour du Limousin-Périgord en Nouvelle-Aquitaine puis sixième de la Bretagne Classic. Initialement réserviste pour la course en ligne des championnats d'Europe, le forfait de Guillaume Martin lui permet d'intégrer l'équipe de France. Il ne termine pas l'épreuve où le chef de file de la sélection française, Benoît Cosnefroy, est médaillé de bronze. Le lendemain, il est annoncé pré-selectionné pour la course en ligne des championnats du monde, ce qui se révèle être une erreur de la FFC, le véritable pré-sélectionné étant Romain Bardet.

### 2022: première victoire professionnelle
Franck Bonnamour reprend la compétition à l'occasion du Grand Prix La Marseillaise 2022 à la fin du mois de janvier. Lors de cette course, il subit une chute qui le contraint à l'abandon. Ayant perdu connaissance quelques minutes, il est hospitalisé et un traumatisme crânien lui est diagnostiqué. Lors de Paris-Nice, il fait partie d'une échappée sur la 5e étape, qui mène à Saint-Sauveur-de-Montagut. Il termine deuxième derrière Brandon McNulty, vainqueur en solitaire. 
Bonnamour dispute le Tour de France en juillet, épreuve où il s'était révélé l'année passée, mais ne connait pas la même réussite cette fois-ci. 
Il reprend ensuite la compétition sur la Polynormande, où il remporte la victoire en réglant au sprint ses 4 compagnons d'échappée, dont Anthony Turgis et Guillaume Martin. Il s'agit du premier succès professionnel du coureur costarmoricain.

### 2023-2024: suspension pour anomalies sur son passeport biologique et fin de carrière
Initialement sous contrat avec la formation de Jérôme Pineau jusqu'en fin d'année 2023, cette équipe s'arrête faute de financement en fin d'année 2022. Le 4 janvier 2023, AG2R Citroën annonce recruter Bonnamour pour les saisons 2023 et 2024. L'Étoile de Bessèges-Tour du Gard en février est sa première course sous ses nouvelles couleurs. Présent ensuite au Tour des Alpes-Maritimes et du Var, il est contraint à l'abandon lors de la deuxième étape à la suite d'une chute. Atteint d'une fracture au pied droit, il est absent des compétitions en mars.
Le 5 février 2024, l'Union Cycliste Internationale annonce sa suspension provisoire en raison d'anomalies non-expliquées dans son passeport biologique datant d'avant 2023. Franck Bonnamour conteste les allégations de dopage et refuse la sanction proposée par l'UCI. Fin mars, il annonce que l'équipe Decathlon-AG2R La Mondiale a rompu son contrat, car elle lui reproche de ne pas l'avoir informée des anomalies sur son passeport biologique avant son recrutement,. Il décide finalement de prendre sa retraite à l'issue de la saison mais continue de nier tout dopage.

## Palmarès et classements mondiaux

### Palmarès amateur
| - 2011 - Champion de Bretagne sur route cadets - 2012 - 1re étape de Liège-La Gleize - 2e de Liège-La Gleize - 2013 - Champion d'Europe sur route juniors - 1re étape des Boucles du Canton de Trélon - Arguenon-Vallée Verte - 2e de la Flèche Plédranaise - 3e du Grand Prix Fernand-Durel - 2014 - Circuit d'Armorique - 3e de Jard-Les Herbiers | - 2015 - La Melrandaise - Souvenir Louison-Bobet - Grand Prix Gilbert Bousquet - 2e du championnat de France sur route espoirs - 2e de La SportBreizh - 2e du Tour de Mareuil-Verteillac-Ribérac - 2e du Grand Prix Lorient Agglomération |  |

### Palmarès professionnel
| - 2019 - 2e du Tour du Doubs - 2021 - Prix de la combativité du Tour de France - 2e du Tour du Limousin-Périgord en Nouvelle-Aquitaine - 2e de Paris-Tours - 6e de la Bretagne Classic | - 2022 - Polynormande |  |

### Résultats sur les grands tours

#### Tour de France
2 participations
- 2021 : 22e,  vainqueur du prix de la combativité
- 2022 : 66e

### Classements mondiaux
| Année                                 | 2014  | 2015 | 2016  | 2017 | 2018 | 2019 | 2020 | 2021 | 2022 | 2023 | 2024  |
| ------------------------------------- | ----- | ---- | ----- | ---- | ---- | ---- | ---- | ---- | ---- | ---- | ----- |
| Classement mondial                    |       |      | 2093e | 704e | 935e | 607e | 790e | 109e | 296e | 635e | 2493e |
| UCI Europe Tour                       | 1014e | 534e | 1395e | 425e | 602e | 458e | 631e | 93e  | 237e | nc   | nc    |
|                                       |       |      |       |      |      |      |      |      |      |      |       |
| Légende : nc = non classéSource : UCI |       |      |       |      |      |      |      |      |      |      |       |